# .25 Remington
O .25 Remington (também conhecido como .25 Remington Auto-Loading) é um cartucho de fogo central americano, para rifles no calibre .25" (6,5 mm), desenvolvido pela Remington Arms em 1906.

## Visão geral
O .25 Remington é um cartucho sem aro, do tipo "garrafa", acionado por pólvora sem fumaça. Esse cartucho foi considerado muito preciso por especialistas em armas de fogo da época e adequado para animais de caça até o porte de cervos e ursos negros.

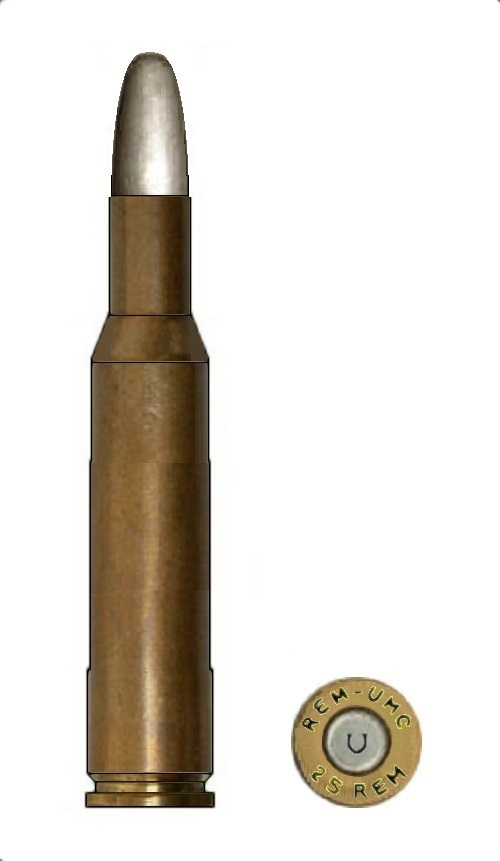
O cartucho .25 Remington.

O cartucho .25 Remington data de 1906 e sua introdução pela Remington no rifle Model 8. Outros rifles equipados com câmaras para o .25 Remington incluem o Model 14 por ação de bombeamento, o Model 30 por ação de ferrolho, o Stevens 425 por ação de alavanca e o "Model M" da Standard Arms. Devido às suas dimensões semelhantes, o .25 Remington, o .30 Remington e o .32 Remington juntos eram conhecidos como a "Remington Rimless cartridge series". Os fabricantes de armas de fogo geralmente ofereciam esses três cartuchos como opções em um modelo de rifle, em vez de apenas um da série. A série era competitiva com as ofertas por ação de alavanca contemporâneas da Winchester Repeating Arms Company: o .25-35 Winchester, o .30-30 Winchester e o .32 Winchester Special.
O estojo do .25 Remington foi encurtado e reduzido para calibre .22" para formar o "cartucho wildcat" de Lysle Kilbourn, o ".22 Kilbourn Magnum Junior" e a versão de fogo circular do "wildcat" de Leslie Lindahl, o ".22 Chucker".

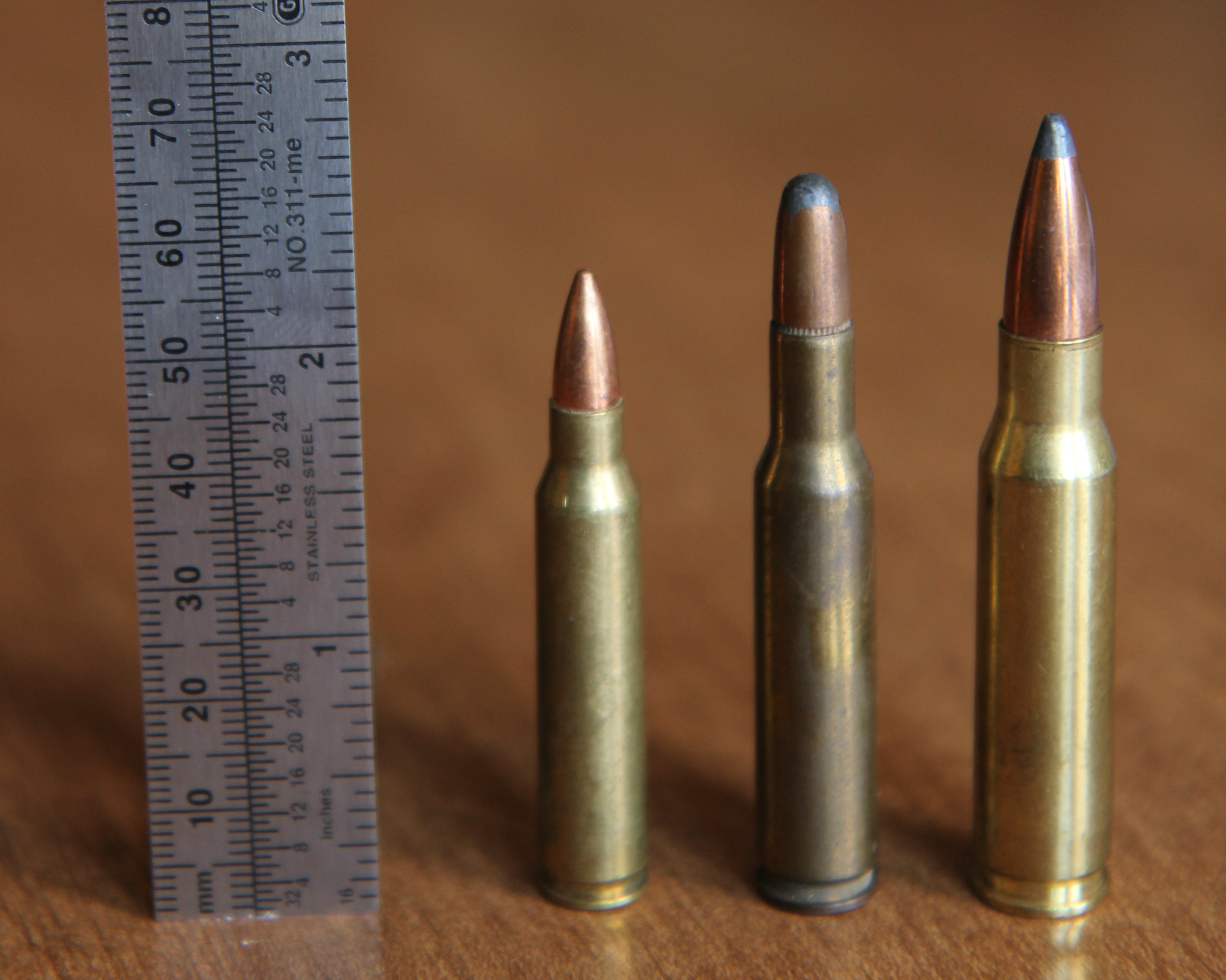
O .25 Remington (centro) com o .223 Rem (à esquerda) e o .308 Win (à direita).

Harvey Donaldson também usou o estojo do .25 Remington em experimentos iniciais que eventualmente levariam à criação do .219 Donaldson Wasp. Donaldson mais tarde mudou sua experimentação para o estojo do "Winchester .219 Zipper" após o lançamento desse cartucho em 1937.
O diâmetro do cano para o .25 Remington é .25 polegadas, tornando-o um calibre .25"/6,35 mm, não deve ser confundido com o calibre cano mais conhecido de 6,5 mm, que usa balas de 6,7 mm/0,264".
Rifles com câmaras para o .25 Remington deixaram de ser fabricados assim que os Estados Unidos se envolveram na Segunda Guerra Mundial, e a produção desse cartucho como padrão de fábrica cessou por volta de 1950, o que praticamente encerrou o uso regular desse cartucho.

## Dimensões

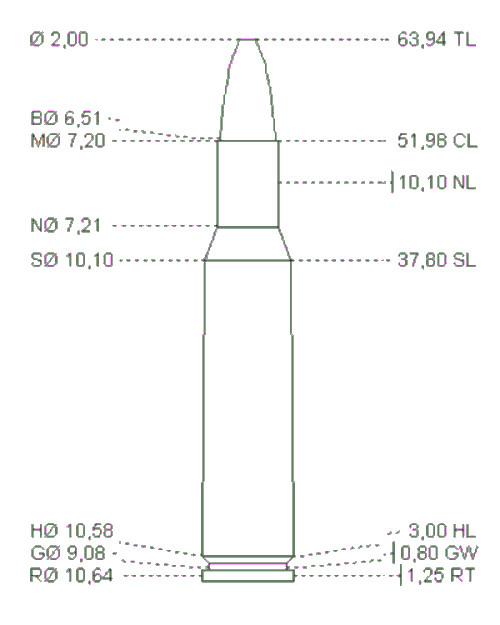